# Emblyna peragrata
Emblyna peragrata är en spindelart som först beskrevs av Bishop och Ruderman 1946.  Emblyna peragrata ingår i släktet Emblyna och familjen kardarspindlar. Inga underarter finns listade i Catalogue of Life.